# NGC 1156
NGC 1156 ist eine isoliert stehende, irreguläre Zwerggalaxie mit ausgedehnten Sternentstehungsgebieten vom Hubble-Typ IBm im Sternbild Widder auf der Ekliptik. Sie ist schätzungsweise 20 Millionen Lichtjahre von der Milchstraße entfernt und hat einen Durchmesser von etwa 20.000 Lichtjahren. Vom Sonnensystem aus entfernt sich das Objekt mit einer errechneten Radialgeschwindigkeit von näherungsweise 375 Kilometern pro Sekunde.
Das Objekt am 13. November 1786 von dem deutsch-britischen Astronomen William Herschel entdeckt.

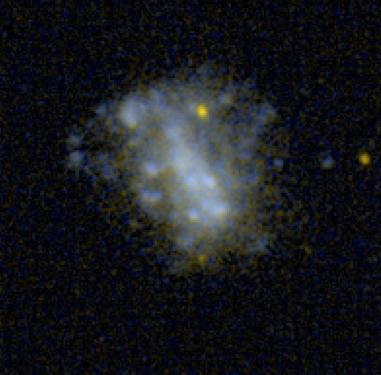
Die Galaxie NGC 1156 aufgenommen von GALEX